# RS-315
Pour les articles homonymes, voir Route 315.

Panneau de signalisation de la route RS-315.

La RS-315 est une route locale du Nord-Ouest de l'État du Rio Grande do Sul qui la RS-342, depuis le district d'Esquina Araújo de la municipalité d'Independência, à la RS-520, sur la commune d'Inhacorá. Elle relie ces deux seules villes et est longue de 15 km.